# Siglo XXI a. C.
El siglo XXI a. C. comenzó el 1 de enero de 2100 a. C. y terminó el 31 de diciembre de 2001 a. C.

## Acontecimientos relevantes
- 2100 a. C.: 
  - En el mar Egeo, 35 km al noreste de Heraclión (capital de Creta) sucede un terremoto de magnitud 7,1 en la escala sismológica de Richter. Se desconoce el número de muertos. Ver Terremotos anteriores al siglo XX.
  - Los caraleños empiezan a abandonar la ciudad de Caral (ciudad madre de la civilización Caral Supe (la más antigua de América).
  - Ur-Nammu, soberano sumerio, promulga un código legal que anticipa en casi tres siglos al famoso código babilónico de Hammurabi.[1]
- 2095 a. C.: muere Ur-nammu.
- 2094 a. C.: Shulgi, hijo de Ur-nammu, sube al trono de la tercera dinastía de Ur.
- 2050-1950 a. C.: Bajo el poder de la III Dinastía de Ur se realiza la unificación de sumerios y acadios, formando un solo reino que domina la Siria histórica (los actuales Estados de Líbano, Turquía, Jordania, Israel y Siria) y el suroeste de Irán.[1]
- 2047 a. C.: muere Shulgi.
- 2046 a. C.: Amar-Sin, hijo de Shulgi, sube al trono de la tercera dinastía de Ur.
- 2040-1640 a. C.: Periodo del Imperio Medio en Egipto, al inicio del cual el reino fue unificado por Mentuhotep II, rey de Tebas, quien hacia el 2010 a. C. reconquistó el Bajo Egipto.[1]
- 2037 a. C.: muere Amar-Sin.
- 2037 a. C.: Shu-Sin, hermano de Amar-Sin, sube al trono de la tercera dinastía de Ur.
- 2026 a. C.: muere Shu-Sin y sube al trono su hermano Ibbi-Sin.
- 2025 a. C.: Estatuilla de la diosa Lilith, diosa de la muerte en la mitología babilonia. Representa el primer desnudo femenino de gran exuberancia.[1]
- 2004 a. C.: la civilización sumeria entra en decadencia después de que los elamitas saquean Ur en el reinado de Ibbi-Sin.
- 2000 a. C.: 15 km al oeste de Asjabad (capital del actual Turkmenistán) 38°00′N 58°12′E / 38.00, 58.20 ocurre un terremoto de magnitud 7,1 en la escala de Richter. Menos de 1000 muertos.

## Ciencia y tecnología
- en Mesopotamia (actual Irak): Shulgi (2094-2047 a. C.), rey de Súmer y Acad, introduce el gur (‘pesado’) como medida de volumen (1 gur =200 litros).
- en el Oeste de Sumeria (sudoeste de Irak): Shu-Sin (2037-2026), rey de Súmer y Acad, manda a construir una muralla de 270 km de largo conocida como Muralla de los martu, creada para contener las incursiones de los nómadas amorreos y tidnum, procedentes del desierto arábigo.

## Guerras y política
- Sucesivas guerras entre el Imperio de Ur III y los pueblos nómades de los montes Zagros.
- Amar-Sin, Rey da la III Dinastía de Ur, conquista y arrasa la ciudad de Arbela para sofocar la revuelta de la coalición de pueblos nómades de los montes Zagros.
- Constantes guerras entre el Imperio de Ur III y los martu, que —procedentes del desierto arábigo—, amenazaban la frontera oeste. Invaden Akkad (mediados del siglo XXI a. C.) y, posteriormente, Sumeria (fines de este siglo) tomando, entre otras, la ciudad de Ur (2004 a. C.), en coalición con Elam, los pueblos nómades de los Montes Zagros, y la Ciudad de Isin. Este hecho pone fin a la Tercera Dinastía de Ur (última dinastía de esta ciudad) y por tanto, al Imperio de Ur III.

## Personas relevantes
- Shulgi, rey de Sumeria y Akkad.

- Shulgi, rey de Sumeria y Akkad.